# Pomerode
Pomerode è un comune del Brasile nello Stato di Santa Catarina, parte della mesoregione della Vale do Itajaí e della microregione di Blumenau. È nota per essere La città più tedesca del Brasile. La sua popolazione stimata nel 2020 è di 34.010 abitanti, secondo i dati IBGE.
Oltre al portoghese, gran parte della popolazione locale parla il tedesco, mentre la lingua originale della maggior parte dei Pomerodiani è il Pomerano orientale, un dialetto della Germania bassa orientale. Pertanto, c'è la coesistenza di queste tre lingue nella città (portoghese, tedesco e pomerano orientale).

## Storia
Fino al XVI secolo , la regione dell'attuale comune di Pomerode era territorio tradizionale degli indiani Carijós e Xokleng. Con l'arrivo dei colonizzatori portoghesi, in quel secolo, i carijós furono ridotti in schiavitù e sterminati.
Da allora, la regione è rimasta disabitata o scarsamente popolata, fino all'inizio dell'immigrazione tedesca in Brasile, nel XIX secolo. Una colonia fu quindi fondata nell'area, creata nel 1863 da immigrati della Pomerania, situata strategicamente tra Blumenau e Joinville. La posizione è stata incoraggiata da Hermann Blumenau, al fine di rafforzare il commercio tra le due città. Gli appezzamenti di terra furono divisi tra gli immigrati, che si dedicarono alla produzione di riso, patate, tabacco, manioca, fagioli e bestiame. Con l'arrivo del XX secolo, sono state installate piccole industrie nella regione, con particolare attenzione alla porcellana.
La maggior parte di questi immigrati tedeschi proveniva dalla regione storica della Pomerania, dove ha origine il nome del comune, situata tra la Germania settentrionale, dove attualmente esiste lo stato del Meclemburgo-Pomerania Anteriore. Alcuni Pomerani sono discendenti di un misto di popoli germani e slavi e, a partire dal XII secolo, quando entrarono a far parte del Sacro Romano Impero, subirono un processo di germanizzazione della loro lingua e dei loro costumi, ma la Pomerania occidentale fu soggiogata per lungo tempo dagli svedesi e successivamente, come parte della provincia della Pomerania, dai prussiani. Dopo un po' emerse lo stato tedesco del Meclemburgo-Pomerania Anteriore, essendo una fusione del Meclemburgo e della Pomerania occidentale, con la parte orientale rimasta alla Polonia dopo la seconda guerra mondiale.
Tra i vari gruppi di tedeschi emigrati in Brasile, i Pomerani ne costituiscono una minoranza e, quindi, una volta arrivati qui, si sono fusi con altri gruppi germanici, che hanno contribuito alla perdita del loro patrimonio culturale in molte città. Solo in tre stati brasiliani i Pomerani hanno formato comunità autonome che hanno contribuito al mantenimento dei loro costumi: a Santa Maria de Jetibá, a Espírito Santo, a São Lourenço do Sul, a Rio Grande do Sul e a Pomerode.
Con la fine della seconda guerra mondiale, la maggior parte della Pomerania fu annessa alla Polonia e solo una piccola parte rimase alla Germania, chiamata Meclemburgo-Pomerania occidentale. Molti Pomerani si rifugiarono nella Germania dell'Est o emigrarono in altri paesi, perdendo gran parte delle loro usanze. Prova di ciò è che il Brasile ha più madrilingua dell'antica lingua Pomerana orientale rispetto alla stessa Germania.
In Brasile, anche la seconda guerra mondiale fu decisiva per la nazionalizzazione degli immigrati della Pomerania. L'allora presidente, Getúlio Vargas, dopo aver dichiarato guerra alla Germania, proibì l'uso della lingua tedesca nel paese, la costruzione di case con architettura germanica e le manifestazioni legate alla cultura tedesca. Ciò ha colpito Pomerode e tutte le altre colonie del Brasile, che hanno iniziato ad adeguarsi agli usi brasiliani. Molti coloni tedeschi subirono repressioni, aggressioni e gli furono cambiati i loro nomi a causa del pregiudizio e del radicalismo di Getúlio Vargas, allora presidente, quindi fu un'influenza per le persone perdere la propria cultura. In quel periodo, infatti, molti coloni tedeschi morirono perché non sapevano parlare portoghese per cercare l'ospedale in caso di malattia. Oggigiorno l'uso della lingua germanica diminuisce, poiché il portoghese guadagna spazio e i giovani non sono più interessati a imparare il tedesco.
Il 21 gennaio 1959, la città si emancipa da Blumenau e ottiene lo status di comune, con Guilherme Alípio Nunes come primo sindaco (provvisorio).
Nel 2000 è stata aperta a Pomerode una copia della porta in mattoni del porto marittimo di Stettino. È un simbolo della memoria della regione della Pomerania e della sua capitale Stettino.
Complessivamente, circa 300.000 brasiliani sono discendenti della Pomerania tedesca.

## Lingue
Gli immigrati tedeschi dalla Pomerania si stabilirono nella regione tra il 1860 e il 1880. La lingua originale di questi immigrati era il basso tedesco, un insieme di dialetti regionali parlati nella Germania settentrionale. L'istruzione impartita nelle scuole, prima della campagna di nazionalizzazione, era fatta in tedesco tipico (Hochdeutsch) che, essendo la lingua prestigiosa, stava sostituendo il Pomerano orientale. Quest'ultimo, poi, ha iniziato a manifestarsi solo in lingua orale, mentre il tedesco tipico ha iniziato a predominare. Negli anni '30, con la nazionalizzazione, le scuole tedesche furono chiuse, ma furono riaperte negli anni '70. Attualmente il tedesco parlato a Pomerode è molto vicino al tedesco standard colloquiale, ma con incorporazioni lessicali del portoghese e conseguenti adattamenti al sistema morfologico e fonologico tedesco.
Così, a Pomerode, coesistono tre lingue (portoghese, tedesco e Pomerano orientale) e i suoi abitanti mescolano queste lingue, in modo inconscio e naturale, nel loro modo di parlare. Tuttavia, la popolazione giovane, in generale, parla solo tedesco fino all'ingresso a scuola, poiché il portoghese è visto come la lingua necessaria per entrare nel mercato del lavoro.
Il 1º settembre 2010, la città ha istituito la lingua tedesca come lingua ufficiale. Il 23 maggio 2017, la contea ha anche stabilito il Pomerano orientale come lingua ufficiale.
Insieme al dialetto hunsrückisch, il Pomerano orientale è il dialetto germanico più diffuso tra la popolazione tedesco-brasiliana.

## Economia

### Turismo
In molti luoghi della città ci sono case costruite secondo la tipica architettura tedesca a graticcio, ristoranti con cucina tedesca e feste che celebrano le tradizioni germaniche, conservate con cura dai suoi abitanti.
Ogni anno, a gennaio, si svolge in città il Pomeranian Party, una festa nota per essere praticamente orientata alla cultura tedesca, proprio come l'Oktoberfest. Ci sono molti aspetti della cultura locale che si svolgono in queste celebrazioni, come il tradizionale rito nuziale della Pomerania, cibo e bevande tipiche e musica tedesca.
C'è una fiera dell'artigianato, vendita di prodotti locali e regionali; ci sono vestiti, cucas tradizionali, cioccolatini, salsicce e oggetti in MDF, per evidenziare il Fensterbilder, prodotto in città. Così come tutti gli articoli di abbigliamento tipico tedesco, tazze, cravatte, cappelli e bottoni per la decorazione.
Alla festa, ci sono diverse competizioni tra i residenti, come la birra alla spina nella metropolitana, il taglio del legno, il tiro al bersaglio, il concorso Miss del Pomeranian Party, tra gli altri. Ogni edizione raccoglie circa 25.000 persone e dura quasi 2 settimane.
Ci sono anche altre feste, come l'Osterfest (Pasqua), il Natale, il Mercatino delle pulci (mercatino dell'usato) e così via.